# Голчин, Иван Константинович
Иван Константинович Голчин (1918—1979) — командир эскадрильи 140-го гвардейского штурмового авиационного полка (8-й гвардейской штурмовой авиационной дивизии, 1-го гвардейского штурмового авиационного корпуса, 2-й воздушной армии, 1-го Украинского фронта), гвардии капитан, Герой Советского Союза (1945).

## Биография
Родился 17 октября 1918 года в селе Сынково (ныне Подольского района Московской области) в семье рабочего. Русский. Окончил 7 классов и школу ФЗУ. Работал на Климовском машиностроительном заводе.
В Красной Армии с 1939 года. В 1940 году окончил Энгельсское военно-авиационное училище лётчиков, а в 1942 году — Оренбургскую авиационную школу пилотов.
В воздушных боях Великой Отечественной войны участвовал с декабря 1942 года. Сражался на 1-м Украинском фронте.
Командир эскадрильи 140-го гвардейского штурмового авиационного полка гвардии капитан Иван Голчин к маю 1945 года совершил 106 успешных боевых вылетов на штурмовку и бомбардировку живой силы, боевой техники и оборонительных рубежей противника, в воздушных боях лично сбил четыре и в группе — двенадцать вражеских самолётов.
Указом Президиума Верховного Совета СССР от 27 июня 1945 года за мужество и героизм, проявленные при выполнении боевых заданий командования на фронте борьбы с немецко-фашистскими захватчиками, капитану Голчину Ивану Константиновичу присвоено звание Героя Советского Союза с вручением ордена Ленина и медали «Золотая Звезда» (№ 8055).
После войны отважный лётчик-штурмовик окончил Полтавскую высшую офицерскую школу штурманов ВВС. С 1947 года — в запасе. Жил в посёлке Октябрьский Мантуровского района Костромской области. Скончался 3 июля 1979 года.

## Награды
- Медаль «Золотая Звезда» Героя Советского Союза;
- орден Ленина;
- два ордена Красного Знамени;
- орден Александра Невского;
- орден Отечественной войны 2-й степени;
- медали.

## Память
Одна из улиц посёлка Октябрьский Мантуровского района Костромской области носит имя Героя.